# Micropterix rhodiensis
Micropterix rhodiensis is een vlinder uit de familie van de oermotten (Micropterigidae). De wetenschappelijke naam van de soort is voor het eerst geldig gepubliceerd in 1993 door Kurz, Kurz & Zeller-Lukashorst.